# Eugene Rhuggenaath
Eugene Rhuggenaath (sinh ngày 04 tháng 2 năm 1970) là một chính trị gia và lãnh đạo đảng của Partido Alternativa Real (PAR) người Curaçao. Ông là Bộ trưởng Phát triển Kinh tế trong Nội các-Koeiman năm 2016. Ông là thành viên của Hội đồng đảo Curaçao từ năm 2003 đến tháng 12 năm 2009 và Nghị viện Curaçao từ tháng 5 năm 2017.

## Trình độ và quá trình công tác
Từ năm 1996-1998: Trường Quản lý Rotterdam, Tốt nghiệp Trường Kinh doanh Erasmus,Thạc sĩ quản trị kinh doanh / Thạc sĩ tin học kinh doanh (MBA / MBI)
Từ năm 1988-1993: Đại học Miami, Coral Gables, Florida, Cử nhân Quản trị Kinh doanh Hoa Kỳ Sự nghiệp:
Eugene Rhuggenaath học Quản trị kinh doanh tại Đại học Miami và sau đó tại Trường Quản lý Rotterdam.
Sau khi có được bằng thạc sĩ, ông gia nhập DTE Consulting, Inc., Curaçao ở vị trí Phó giám đốc và quản lý nghiên cứu "công nghệ mới". Ông đã làm điều này từ năm 1998 đến năm 2000. Năm 2000, ông đã thực hiện một thử thách mới trong dịch vụ của The Software Factory (Curaçao) Inc., với tư cách là Giám đốc điều hành / Người hướng dẫn. Ở đó, ông chịu trách nhiệm quản lý dự án, quản lý tài khoản và vận hành, nghiên cứu công nghệ và thực hành tốt nhất; tài chính của các công ty.
Từ năm 2001 đến 2003, Eugene Rhuggenaath làm việc cho Tập đoàn Ngân hàng Citco NV, Curaçao với tư cách là Chuyên viên Giao dịch; chịu trách nhiệm về quan hệ khách hàng quốc tế, việc thực hiện các giao dịch bảo mật và tham gia cải tiến quy trình (phòng hậu trường) trong các dịch vụ lưu ký quỹ quốc tế / nước ngoài của Citco.
Eugene Rhuggenaath rời khỏi khu vực tư nhân vào năm 2003 và thực hiện một thách thức mới trong khu vực công. Ông giữ nhiều vị trí khác nhau với tư cách là đại diện của đảng chính trị Partido Antia Restruktura (PAR). Ông là thành viên của Hội đồng đảo Curaçao trong thời gian này. Từ tháng 6 năm 2004 đến tháng 7 năm 2005 và sau đó từ tháng 3 năm 2006 đến tháng 12 năm 2006, ông là Phó phòng Tài chính. Từ tháng 6 năm 2007 đến tháng 8 năm 2009, ông là Phó phòng Phát triển Kinh tế và Du lịch.
Rhuggenaath trở lại khu vực tư nhân vào năm 2009.
Ông phục vụ như một cố vấn hoạt động cao cấp tại Matrix Management Solutions N.V. cho đến năm 2010.
Sau đó, ông giữ một vị trí cấp cao tại Trung tâm tài chính và trao đổi quốc tế (IFC & E) N.V., Curaçao, với tư cách là Giám đốc điều hành và Giám đốc điều hành từ năm 2010 đến 2011.
Ông quay trở lại chính trị vào năm 2015 và giữ một vị trí chính trị vào tháng 11 năm 2015 với tư cách là Bộ trưởng Bộ Phát triển Kinh tế cho đến tháng 12 năm 2016, và từ tháng 12 năm 2016 đến tháng 3 năm 2017 cho PAR.
Kể từ tháng 5 năm 2017, anh ấy là Chủ tịch của Quỹ Rhuggenaath.

## Quá trình hoạt động chính trị
Eugene Rhuggenaath là thành viên của đảng chính trị cải cách hành chính PAR. Năm 2017, ông là lãnh đạo chiến dịch cho cuộc bầu cử và lãnh đạo đảng cho đến hiện tại.
Các công ty đại chúng, cơ sở chính phủ, cơ quan hành chính độc lập được thành lập bởi luật pháp và các tổ chức chính phủ khác thuộc trách nhiệm của Bộ trưởng Rhuggenaath là:
1.Nhà máy lọc dầu Krusso N.V.
2.Công ty xăng dầu Kòrsòu N.V.
3.Quỹ phát triển xã hội và hoạt động kinh tế
4.Ban cố vấn
5.Phòng kiểm toán tổng hợp Curaçao
6.Văn phòng Thanh tra
7.Hội đồng kinh tế xã hội